# Belagavi (distrikt)
Belagavi (engelska: Belagavi district, marathi: बेळगांव जिल्हा, gujarati: બેલગામ જિલ્લો, hindi: बेलगाम जिला, sanskrit: बेळगावीमण्डलम्, tamil: பெல்காம் மாவட்டம்) är ett distrikt i Indien.   Det ligger i delstaten Karnataka, i den sydvästra delen av landet, 1 400 km söder om huvudstaden New Delhi. Antalet invånare är 4 779 661. Arean är 13 415 kvadratkilometer. Belagavi gränsar till Sangli.
Terrängen i Belagavi är varierad.
Följande samhällen finns i Belagavi:
- Belagavi
- Gokak
- Bail Hongal
- Athni
- Saundatti
- Chikodi
- Sankeshwar
- Sadalgi
- Hukeri
- Kudachi
- Konnūr
- Rāybāg
- Khānāpur
- Chinchali
- Ankalgi
- Londa
- Batakurki